# Sphaeromatidae
Sphaeromatidae zijn een familie van pissebedden.

## Taxonomie
De volgende geslachten worden bij de familie ingedeeld:
- Afrocerceis Müller, 1995
- Agostodina Bruce, 1994
- Amphoroidea H. Milne Edwards, 1840
- Amphoroidella Baker, 1908
- Apemosphaera Bruce, 1994
- Archaeosphaeroma Novák, 1872 †
- Artopoles Barnard, 1920
- Austrasphaera Bruce, 2003
- Beatricesphaera Wetzer & Bruce, 1999
- Benthosphaera Bruce, 1994
- Bilistra Sket & Bruce, 2004
- Botryias Richardson, 1910
- Bregmotypta Bruce, 1994
- Caecocassidias Kussakin, 1967
- Caecosphaeroma Dollfus, 1896
- Calcipila Harrison & Holdich, 1984
- Campecopea Leach, 1814
- Cassidias Richardson, 1906
- Cassidina H. Milne Edwards, 1840
- Cassidinella Whitelegge, 1901
- Cassidinidea Hansen, 1905
- Cassidinopsis Hansen, 1905
- Ceratocephalus Woodward, 1877
- Cerceis H. Milne Edwards, 1840
- Cercosphaera Bruce, 1994
- Chitonopsis Whitelegge, 1902
- Chitonosphaera Kussakin & Malyutina, 1993
- Cilicaea Leach, 1818
- Cilicaeopsis Hansen, 1905
- Cliamenella Kussakin & Malyutina, 1987
- Cyclosphaeroma Woodward, 1890 †
- Cymodetta Bowman & Kuhne, 1974
- Cymodoce Leach, 1814
- Cymodocella Pfeffer, 1887
- Cymodopsis Baker, 1926
- Diclidocella Bruce, 1995
- Discerceis Richardson, 1905
- Discidina Bruce, 1994
- Dynamene Leach, 1814
- Dynamenella Hansen, 1905
- Dynameniscus Richardson, 1905
- Dynamenoides Hurley & Jansen, 1977
- Dynamenopsis Baker, 1908
- Dynoides Barnard, 1914
- Eocopea Iverson & Chivers, 1984 †
- Eosphaeroma Woodward, 1879 †
- Eterocerceis Messana, 1990
- Exocerceis Baker, 1926
- Exosphaeroides Holdich & Harrison, 1983
- Exosphaeroma Stebbing, 1900
- Geocerceis Menzies & Glynn, 1968
- Gnorimosphaeroma Menzies, 1954
- Harrieta Kensley, 1987
- Haswellia Miers, 1884
- Hemisphaeroma Hansen, 1905
- Heterodina Schotte & Kensley, 2005
- Heterosphaeroma Munier-Chalmas, 1872 †
- Holotelson Richardson, 1909
- Ischyromene Racovitza, 1908
- Isocladus Miers, 1876
- Isopodites von Ammon, 1882 †
- Juletta Bruce, 1993
- Koremasphaera Bruce, 2003
- Kranosphaera Bruce, 1992
- Lekanesphaera Verhoeff, 1942
- Leptosphaeroma Hilgendorf, 1885
- Makarasphaera Bruce, 2005
- Margueritta Bruce, 1993
- Maricoccus Poore, 1994
- Merozoon Sket, 2012
- Monolistra Gerstaecker, 1856
- Moruloidea Baker, 1908
- Naesicopea Stebbing, 1893
- Neonaesa Harrison & Holdich, 1982
- Neosphaeroma Baker, 1926
- Oxinasphaera Bruce, 1997
- Paracassidina Baker, 1911
- Paracassidinopsis Nobili, 1906
- Paracerceis Hansen, 1905
- Paracilicaea Stebbing, 1910
- Paradella Harrison & Holdich, 1982
- Paraimene Javed & Ahmed, 1988
- Paraleptosphaeroma Buss & Iverson, 1981
- Parasphaeroma Stebbing, 1902
- Parisocladus Barnard, 1914
- Pedinura Bruce, 2003
- Pistorius Harrison & Holdich, 1982
- Platycerceis Baker, 1926
- Platynympha Harrison, 1984
- Platysphaera Holdich & Harrison, 1981
- Pooredoce Bruce, 2009
- Protosphaeroma Bachmayer, 1949 †
- Pseudocerceis Harrison & Holdich, 1982
- Pseudosphaeroma Chilton, 1909
- Ptyosphaera Holdich & Harrison, 1983
- Scutuloidea Chilton, 1883
- Sphaeramene Barnard, 1914
- Sphaeroma Bosc, 1801
- Sphaeromopsis Holdich & Jones, 1973
- Stathmos Barnard, 1940
- Striella Glynn, 1968
- Syncassidina Baker, 1928
- Thermosphaeroma Cole & Bane, 1978
- Tholozodium Eleftheriou, Holdich & Harrison, 1980
- Triassphaeroma Basso & Tintori, 1995 †
- Waiteolana Baker, 1926
- Xynosphaera Bruce, 1994
- Zuzara Leach, 1818